# Домінік Батене
Домінік Батене (фр. Dominique Bathenay, нар. 13 лютого 1954, Пон-д'Ен) — французький футболіст, що грав на позиції півзахисника. По завершенні ігрової кар'єри — тренер.
Виступав за клуби «Сент-Етьєн», «Парі Сен-Жермен» та «Сет», а також національну збірну Франції.

## Клубна кар'єра
У дорослому футболі дебютував 1971 року виступами за команду «Сент-Етьєн», в якій провів сім сезонів, взявши участь у 158 матчах чемпіонату. Більшість часу, проведеного у складі «Сент-Етьєна», був основним гравцем команди. За цей час він виграв із клубом три чемпіонати Франції (1974, 1975, 1976) та три Кубки Франції (1974, 1975, 1977).
Своєю грою за цю команду привернув увагу представників тренерського штабу клубу «Парі Сен-Жермен», до складу якого приєднався 1978 року. Відіграв за паризьку команду наступні сім сезонів своєї ігрової кар'єри. Граючи у складі «Парі Сен-Жермен» також здебільшого виходив на поле в основному складі команди та у 1982 та 1983 роках і з цією командою вигравав Кубок Франції. У 1985 році він втретє зіграв з парижанами у фіналі цього змагання, але цього разу його команда поступилась там з рахунком 0:1 «Монако».
Завершив ігрову кар'єру у команді «Сет», за яку виступав протягом 1985—1987 років у другому дивізіоні країни.

## Виступи за збірну
12 жовтня 1975 року дебютував в офіційних матчах у складі національної збірної Франції в грі відбору на чемпіонат Європи 1976 року проти НДР (1:2).
У складі збірної був учасником чемпіонату світу 1978 року в Аргентині, на якому зіграв у двох матчах, проти Аргентини (1:2) та Угорщини (3:1), але його команда не подолала груповий етап.
Загалом протягом кар'єри у національній команді, яка тривала 8 років, провів у її формі 20 матчів, забивши 4 голи.

## Кар'єра тренера
Розпочав тренерську кар'єру відразу ж по завершенні кар'єри гравця, 1987 року, очоливши тренерський штаб клубу «Сет».
Пізніше очолював ряд французьких клубів, туніський «Монастір», а також збірну збірну Сейшельських Островів. З 1996 по 2000 рік був головою комісії з розіграшу кубка Франції.
З 2006 року був асистентом свого співвітчизника Брюно Метсю у збірній ОАЕ, а у вересні 2008 року, після уходу Метсю сам очолив цю збірну. Він був звільнений з посади у червні 2009 року.

## Титули і досягнення
- Чемпіон Франції (3):

«Сент-Етьєн»: 1973/74, 1974/75, 1975/76
- Володар Кубка Франції (5):

«Сент-Етьєн»: 1973/74, 1974/75, 1976/77
«Парі Сен-Жермен»: 1981/82, 1982/83